# Абсолюция
Абсолю́ция (лат. absolutio — освобождение) — термин, использующийся в христианском богослужении и богословии, а также в юриспруденции:
1. отпущение грехов в силу исповеди (у католиков), в силу раскаяния (у протестантов);
2. объявление невиновности, оправдание; освобождение судебным приговором от наказания или обвинения.

## В христианстве
Абсолюция — это традиционный теологический термин для отпущения грехов, неотъемлемой части церковной жизни христианина. Это универсальная особенность исторических церквей христианского мира, хотя богословие и практика отпущения грехов различны в разных конфессиях.
В некоторых традициях отпущение грехов является таинством (таинством покаяния), оно встречается в римско-католической церкви , восточно-католических и восточно-православных церквях . В других традициях, особенно в лютеранстве, отпущение грехов рассматривается как продолжение прощения грехов, допущенных в таинстве крещения. В других традициях, включая англиканское причастие и методизм, отпущение грехов считается частью сакраментальной жизни церкви, хотя обе традиции богословски основаны на Книге общей молитвы, и рассматривает отпущение грехов среди пяти обрядов, описанных как «Обычно называемые таинствами, но не являющиеся таинствами Евангелия». Концепция отпущения грехов в жизни Церкви во многом отвергается протестантизмом кальвинистской школы.

## В юриспруденции
Абсолюция на юридическом языке означает приговор судьи, по которому обвиняемый по гражданским делам освобождается от предъявленных к нему требований, а по уголовным— от падавшего на него обвинения.
Absolutio ab instantia — приговор, освобождающий подсудимого или ответчика от объяснения или иска, по причине недостаточности доказательств, уличающих его в совершении известного действия. По российскому праву XIX века такому приговору отчасти соответствовало оставление в подозрении.